# Midwout
Midwout is een voormalige nederzetting in Nieuw-Nederland, gesticht in 1652. In 1654 kreeg het rechten voor zelfbestuur, en in hetzelfde jaar werd in opdracht van Stuyvesant in Midwout een kerk gebouwd om de mensen in Breuckelen, Nieuw-Amersfoort en Midwout op zondag de lange reis naar Nieuw-Amsterdam te besparen. De nederzetting staat tegenwoordig bekend als de wijk Flatbush in de borough Brooklyn van New York.